# Heteroteuthis hawaiiensis
Heteroteuthis hawaiiensis är en bläckfiskart som först beskrevs av Berry 1909.  Heteroteuthis hawaiiensis ingår i släktet Heteroteuthis och familjen Sepiolidae. IUCN kategoriserar arten globalt som otillräckligt studerad. Inga underarter finns listade i Catalogue of Life.

## Bildgalleri

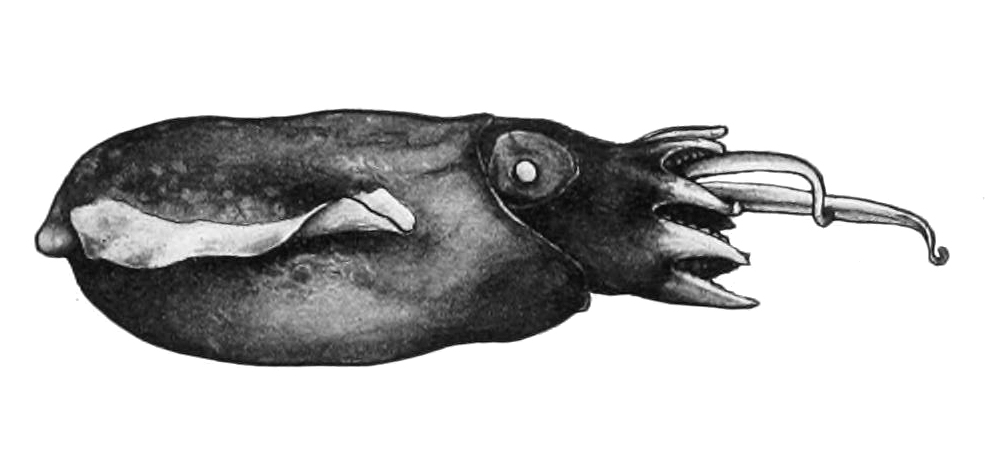
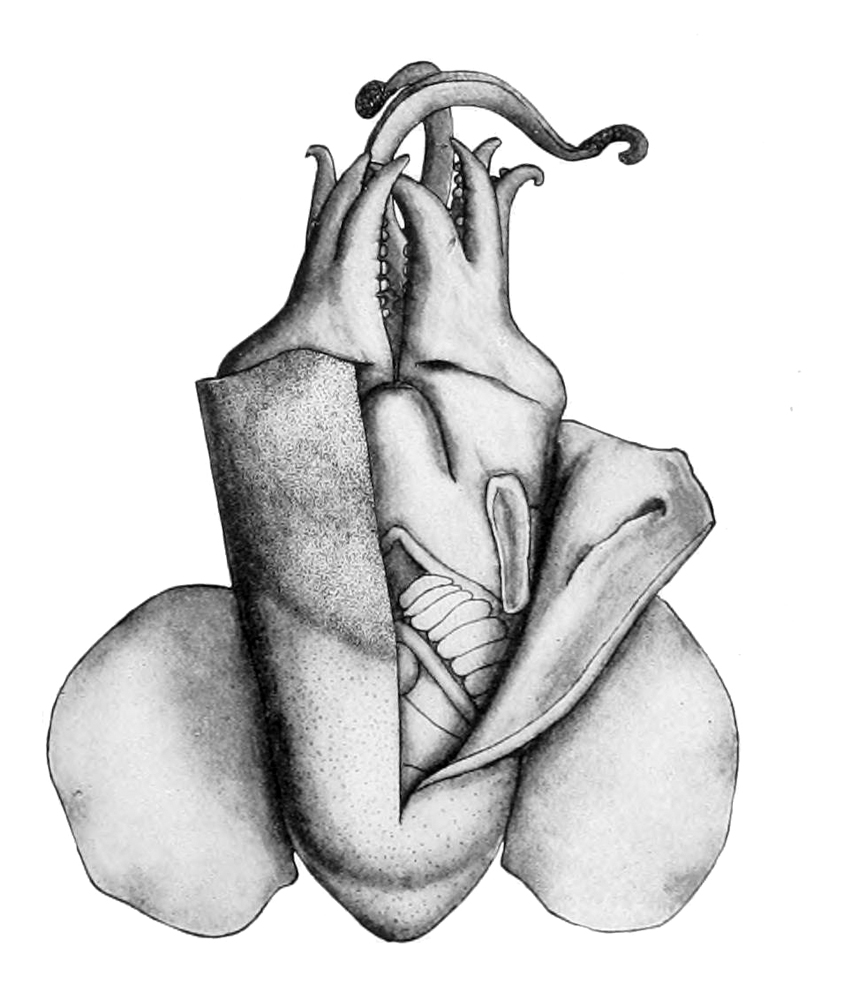